# Pražské Předměstí
Pražské Předměstí (wcześniej Pražské Předměstí u Hradce Králové, niem. Prager Vorstadt bei Königgrätz) – dzielnica Hradca Králové, położona w centrum miasta, po prawej stronie Łaby, niegdyś przemysłowa, dziś rezydencyjna, bardzo atrakcyjna ze względu na centralne położenie.

## Geografia i przyroda

### Położenie
Dzielnica jest położona na obszarze Kotliny Czeskiej, po prawej stronie rzeki Łaby. Jej współrzędne geograficzne: 15° 48' 53" długości geograficznej wschodniej oraz 50° 12' 43" szerokości geograficznej północnej (budynek byłego urzędu miasta Praskiego Przedmieścia u Hradca Králové). W okolicy przedmieścia znajduje się kilka kolejnych dzielnic hradeckich: Březhrad (południe i południowy zachód), Kukleny (zachód), Svobodné Dvory (północny zachód), Plotiště nad Labem oraz Plácky (północ), Věkoše (północny wschód), Hradec Králové (wschód) i Třebeš (południowy wschód).

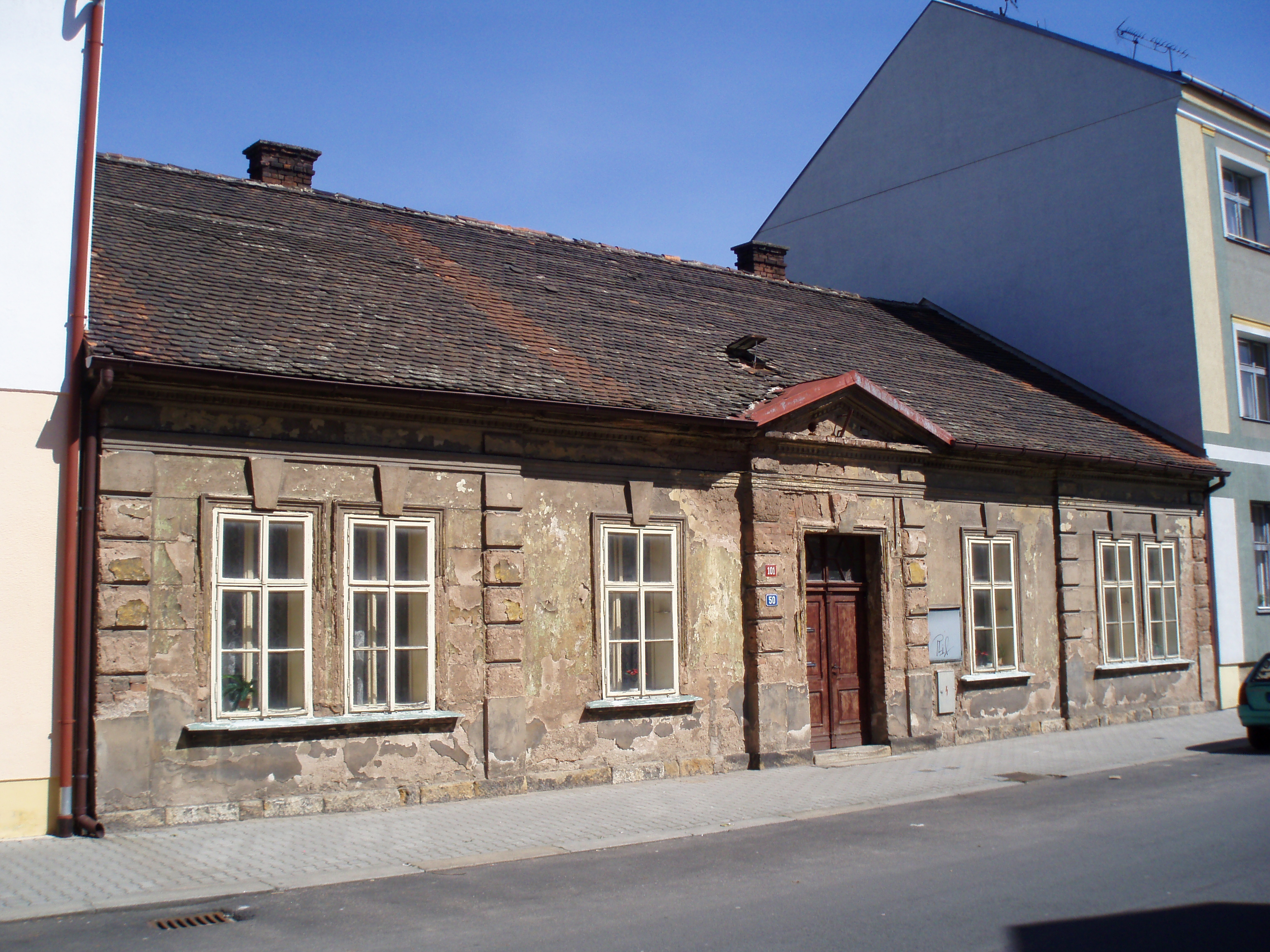
Dom nr 101

### Powierzchnia
Powierzchnia dzielnicy wynosi 4,94 km². Jej części nazywają się Červený Dvůr, Farářství, Přední Šosteny, Rybárny, Temešvár II (pierwsza część należy do Kuklen) oraz Zadní Šosteny.

### Hydrologia
Przedmieście Praskie leży w dorzeczu Łaby. Najważniejszym jego dopływem jest sztuczny Labský náhon. W południowej części dzielnicy jest kilka stawów (Pod Czerwonym Dworem, Farské jezero). W historii dzielnica miała wielu stawów, które zostały zniesione na początku XX wieku (na miejscu dawnej fabryki Jana Beneša, w Sadach Sukovych, Farářství).

### Geologia
Budowa geologiczna jest prosta. Obszar Przedmieścia Praskiego jest położony na terasie Łaby. Wierzchnia warstwa gleby tu jest aż do głębokości 200 cm (tzw. Voltovy kouty, dzisiaj są tutaj tylko domy), ale na obszarze około osiedli Červený Dvůr i Temešvár ma głębokość tylko 20–30 cm. W tej warstwie występuje piasek w dużej ilości. Poniżej niej są: warstwa drobnego piasku o głębokości 30–400 cm, warstwa piasku gruboziarnistego oraz żwiru krzemionkowego o głębokości 1 m i najniższa warstwa utworzona z osadów napływowych czyli dyluwialnych (czerwony ił).

### Fauna i flora
Lokalna fauna i flora składa się z typowych gatunków Europy Środkowej.

### Ochrona przyrody
W katastrze Przedmieścia Praskiego nie znajdują się obszary chronione.

## Demografia

### Liczba ludności
| Rok             | 1869 | 1900  | 1910  | 1921  | 1930  | 1950  | 1961   | 1970   | 1980   | 1991   | 2001   |
| --------------- | ---- | ----- | ----- | ----- | ----- | ----- | ------ | ------ | ------ | ------ | ------ |
| Liczba ludności | 522  | 2 389 | 4 618 | 5 343 | 6 618 | 9 749 | 14 132 | 14 026 | 17 640 | 15 324 | 14 091 |

Źródło: Czeski Urząd Statystyczny

### Struktura ludności w 2001 r. według wieku
| Razem  | 0-14 lat | 15-59 lat | 60 i więcej lat |
| 14 091 | 1 819    | 8 274     | 3 996           |

Źródło: Czeski Urząd Statystyczny

### Struktura ludności w 2001 r. według narodowości
| Razem  | Czesi  | Morawianie | Słowacy | Wietnamczycy | Niemcy | Polacy | Romowie |
| 14 091 | 13 452 | 22         | 175     | 24           | 12     | 24     | 8       |

Źródło: Czeski Urząd Statystyczny

### Struktura ludności w 1921 r. według wyznawanej religii

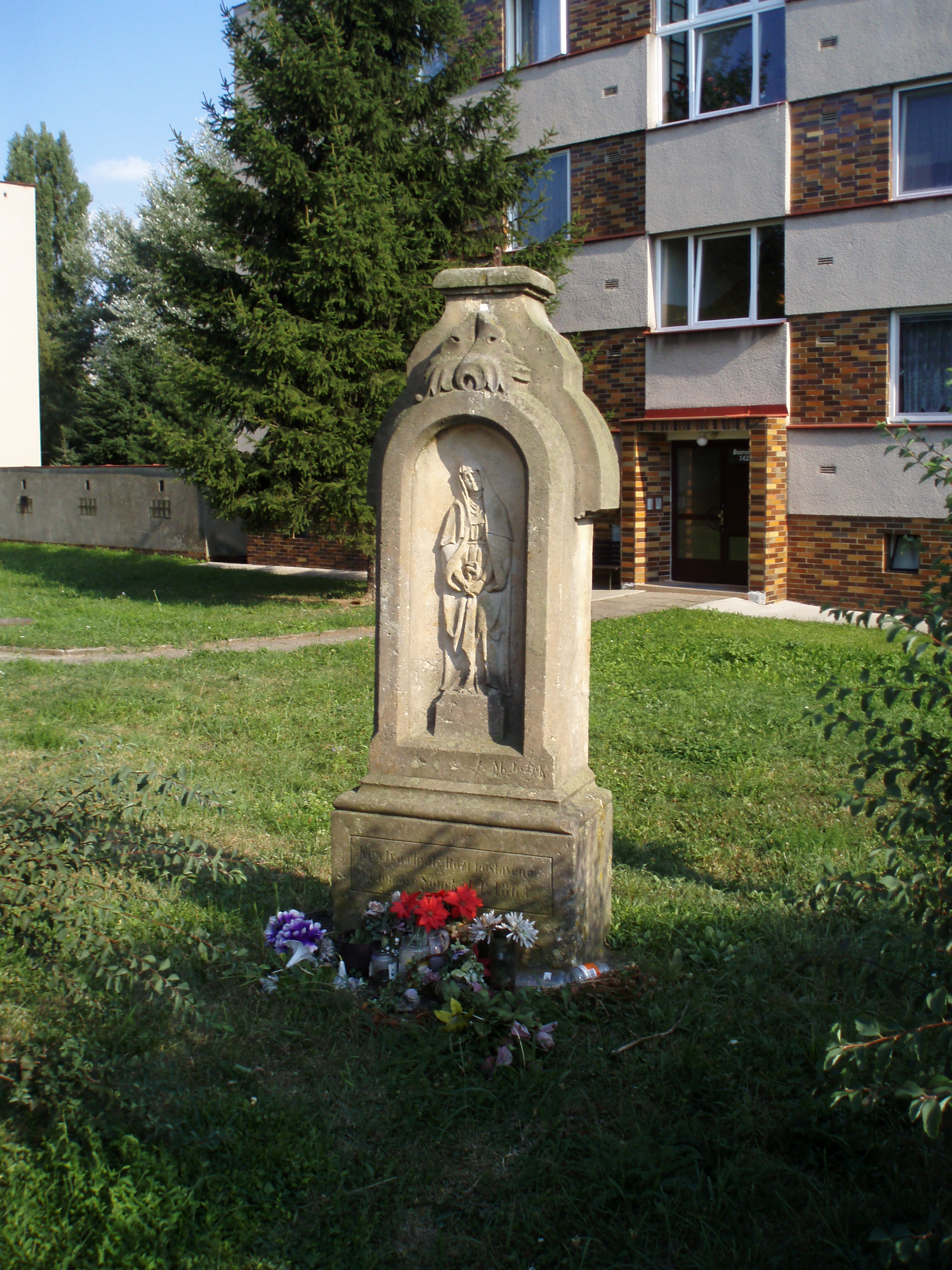
Kamienny cokół zabytkowego krzyża w Farářství

| Razem | Katolicy rzymscy | Ewangelicy | Husyci | Ateiści | Żydzi |
| 5 343 | 2 876            | 228        | 236    | 1 955   | 44    |

Źródło: Czeski Urząd Statystyczny

## Historia
Na terenie Praskiego Przedmieścia ludzie żyli już w epoce brązu, co sugerują lokalne wykopaliska. Jeszcze wcześniej prowadził tamtędy szlak kupiecki w kierunku Pragi, jedno z odgałęzień ważnego morawsko-śląskiego szlaku handlowego. W okresie grodziskowym została zachodnia część wzgórza hradeckiego wzmocniona fortyfikacjami ziemnymi i pod wzgórzem została stworzona dwójka przedmieść - Praskiego oraz Mýtskiego. Ludzie, którzy tam mieszkali, byli najczęściej niewolnikami i wytwarzali różne produkty dla swojego księcia. Mieszkało tu również kilku urzędników książęcych oraz członków świty wojskowej. Jednak większość z nich wraz z rodzinami mieszkała w zamku na wzgórzu.
W 1225 r. na terenie zamku i bezludnej części wzgórza zostało założone przez króla Przemysła miasto Hradec Králové. Większość osadników nowego miasta pochodziła z Niemiec, z nich powstali wolni i jednocześnie dziedziczni właściciele domów mieszczańskich. Zaś  ludność czeska na przedmieściach pozostawała w niewoli do roku 1297, kiedy to król Wacław II przyłączył zamieszkany przez nich teren do miasta, a oni sami zostali mieszczanami hradeckimi.
Większość Przedmieścia Praskiego była rozciągnięta po zachodniej stronie murów obronnych miasta, oraz wśród ośmiu odnóg rzeki Łaby. Już w XIII wieku przedmieście było gęsto zaludnione. Oprócz licznych domów znajdował się tam klasztor dominikanów z kościołem Najświętszej Marii Panny, kościół św. Jakuba z klasztorem rycerzów niemieckich, szpitalem trędowatych i kościołem św. Elżbiety. Około 1300 r. został zbudowany klasztor sióstr Dominikanek wraz z kościołem św. Jerzego. W XIV w. istniały kościoły parafialne św. Mikołaja, św. Piotra, kościół św. Szczepana, łaźnia czeska, kilka młynów i wiele warsztatów rzemieślniczych, szczególnie garbarskich. W tym samym wieku został założony szpital z kościołem św. Anny.
Na początku wojen husyckich zostały rozebrane klasztor i kościół dominikanów. Następnie zostały zniszczone i inne budynki sakralne. W czasie wojny miasta z cesarzem Zygmuntem (1436–1437) nie uległy zniszczeniu również inne kościoły. Z okresem wojen husyckich wiąże się jeszcze jedno zdarzenie, a mianowicie bitwa pod dworem Straucha (1423), w której Jan Žižka pokonał wojska praskie oraz Divisza Borzka z Miletinka.
W pierwszej połowie XV wieku została przy kościele św. Anny założona nowa plebania, do której należał odnowiony kościół św. Piotra. W drugiej połowie tego wieku kościół św. Jakuba wchodził w skład parafii św. Ducha w Hradcu Králové.
Zgubą dla Przedmieścia Praskiego była wojna trzydziestoletnia. Szwedzi podpalili w latach 1639–1640 między innymi kościół św. Anny (odrestaurowany w 1731) i św. Jakuba (znów otwarty w 1680). Po ich odejściu pozostało 20% zabudowań. Reszta została zniszczona, spalona i opuszczona.
Przedmieście Praskie osiągnęło swój pierwotny rozmiar dopiero w pierwszej połowie XVIII wieku. W 1722 r. znajdowało się tutaj 162 domów. Niestety, w 1745 r. wojewoda Karol Lotaryński nakazał zburzyć 58 domów wokół kościoła św. Anny. W 1758 r. miasto zajęły wojska króla Prus Fryderyka. Tylko na krótki czas, bo wycofały się przed zbliżającym się atakiem Leopolda von Dauna. Najgorsze czasy miały dopiero nadejść.
W 1766 r. rozpoczęła się budowa twierdzy hradeckiej. Z tego powodu znikła większość przedmieścia. Już w 1766 r. został zniszczony kościół św. Jakuba wraz z sąsiednimi budynkami. Liczne ramiona rzeki Łaby zostały sprowadzone do jednego nowego koryta (1770) oraz zasypane lub trwale odcięte od rzeki. W 1770 r. miało przedmieście tylko 92 budynków. Ostatnie domy zostały wyburzone w 1772 r. Cztery lata później ten sam los spotkał klasztor minorytów z kościołem św. Anny, a sześć lat później został zburzony i kościół św. Piotra.
Z przedmieścia pozostały tylko domy przy drodze praskiej oraz do wsi Plotiště. Były to głównie domy drewniane, które poddały się pożarom w 1792 r. W 1797 r. została zbudowana strzelnica z ogrodem dla gwardii ostrostrzelców hradeckich.

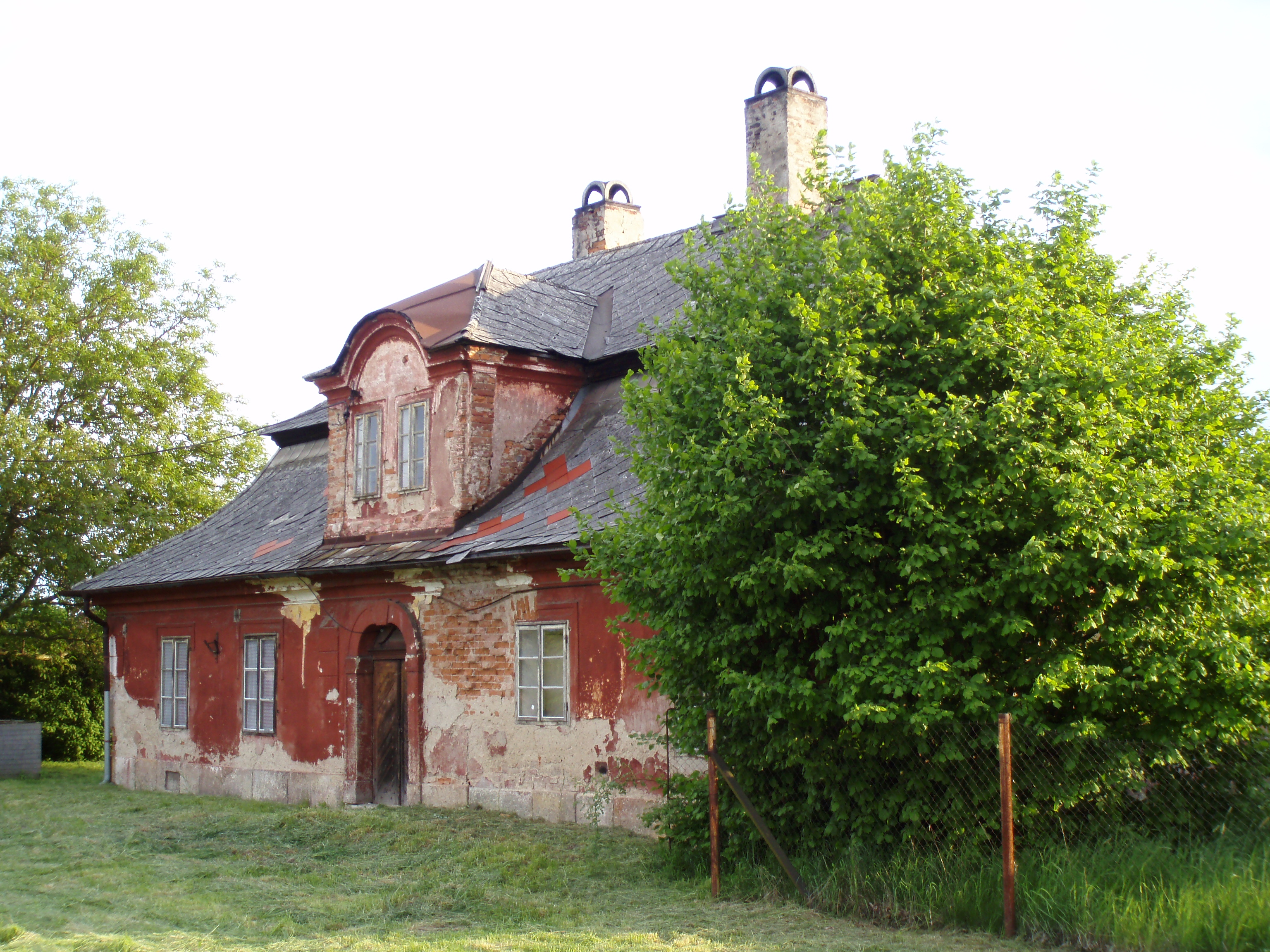
Czerwony Dwór

Początkiem XVIII wieku są budowane nowe drogi, w 1800 z Przedmieścia Praskiego do Hradca Králové, w latach 1817–1826 z Hradca Králové do Pragi oraz w 1818 z Hradca Králové do miejscowości Hořice. W 1817 roku Farářství, Šosteny oraz Temešvár zostały połączone z katastrem Kuklen. Wiosną 1846 r. przedmieście zostało uszkodzone w wyniku powodzi. Tego samého roku spalił się budynek Strzelnicy.
W 1849 r. Przedmieście Praskie zostało niezależną gminą polityczną. Ten akt został opublikowany 15 stycznia 1850 r. Mieszkańcy początkowo nie zgadzali się z tą decyzją, ale nie miali innego wyboru. Następnego roku gmina połączyła się z Kuklenami i ich częścią była aż do usamodzielnienia w 1889 r. Pierwsze wybory komunalne odbyły się w dniach 12-13 sierpnia 1890. Pierwszym burmistrem staje się František Souček.
Druga połowa XIX wieku wiąże się z rozwojem gminy. Trwają prace na budowie nowych linii kolejowych (Hradec Králové-Praha, Hradec Králové-Ostroměř, Hradec Králové-Josefov, Hradec Králové-Týniště nad Orlicí, Hradec Králové-Pardubice) oraz następuje okres tworzenia nowych zakładów przemysłowych. W latach 1897–1898 została wybudowana szkoła (została konsekrowana 4 września 1898 r.), w 1898 r. nowa restauracja Chicago, w latach 1901–1902 kotłownia dla potrzeb wygrzewania lokomotyw, w 1902 r. nowa gospoda Mexiko, w 1903 r. Gminny Dom i w 1906 r. szkoła powiększyła się o drugie piętro. Największy boom następuje w okresie kadencji burmistrza Fialy. Wprowadzana jest energia elektryczna, w budowie są nowe drogi i parki, realizuje się sieć kanalizacji, wodociągów, a przede wszystkim rozpoczyna się masowa budowa nowych przemysłowych budynków oraz domów dla robotników i pracowników kolei.
Rok 1914 przynosi upadek, bo umiera burmistrz Fiala i rozpoczyna się I wojna światowa. Powstanie Czechosłowacji powoduje nową erę rozwoju miejscowości. W latach 1922–1924 jest zbudowana główna część kanalizacji i decyzją rządu z dnia 21 października 1924 r. Przedmieście Praskie stało się miastem. W 1921 r. jest otwarta piekarnia Centralnej Spółdzielni Spożywczej oraz w latach 1925–1926 rosną nowy magazyn gospodarczy i spółdzielnia mleczarska. Największymi budowami tych lat zostały: kościół Boskiego Serca Pana (1929-1930) i nowy dworzec główny (1929–1935).
Chronologiczna lista burmistrzów w latach 1891-1942
| Imię               | Okres urzędowania |
| František Souček   | 1891-1893         |
| František Staněk   | 1893-1894         |
| Václav Vodička     | 1894-1898         |
| Karel Holub        | 1898-1899         |
| Václav Vodička     | 1899-1911         |
| František V. Fiala | 1911-1914         |
| Jan Beneš          | 1914-1919         |
| Josef Kotek        | 1919-1928         |
| František Cihla    | 1928-1932         |
| František Valouch  | 1932-1942         |

Źródła: Tygodnik Ratibor oraz Kronika gminna
Koniec niezależności miasta przynieśli okupanci niemieccy, którzy w dniu 1.4.1942 utworzyli tzw. „Wielki Hradec Králové“ i jego częścią stało się również Przedmieście Praskie. Od tego czasu jest dzielnicą miasta Hradca Králové.

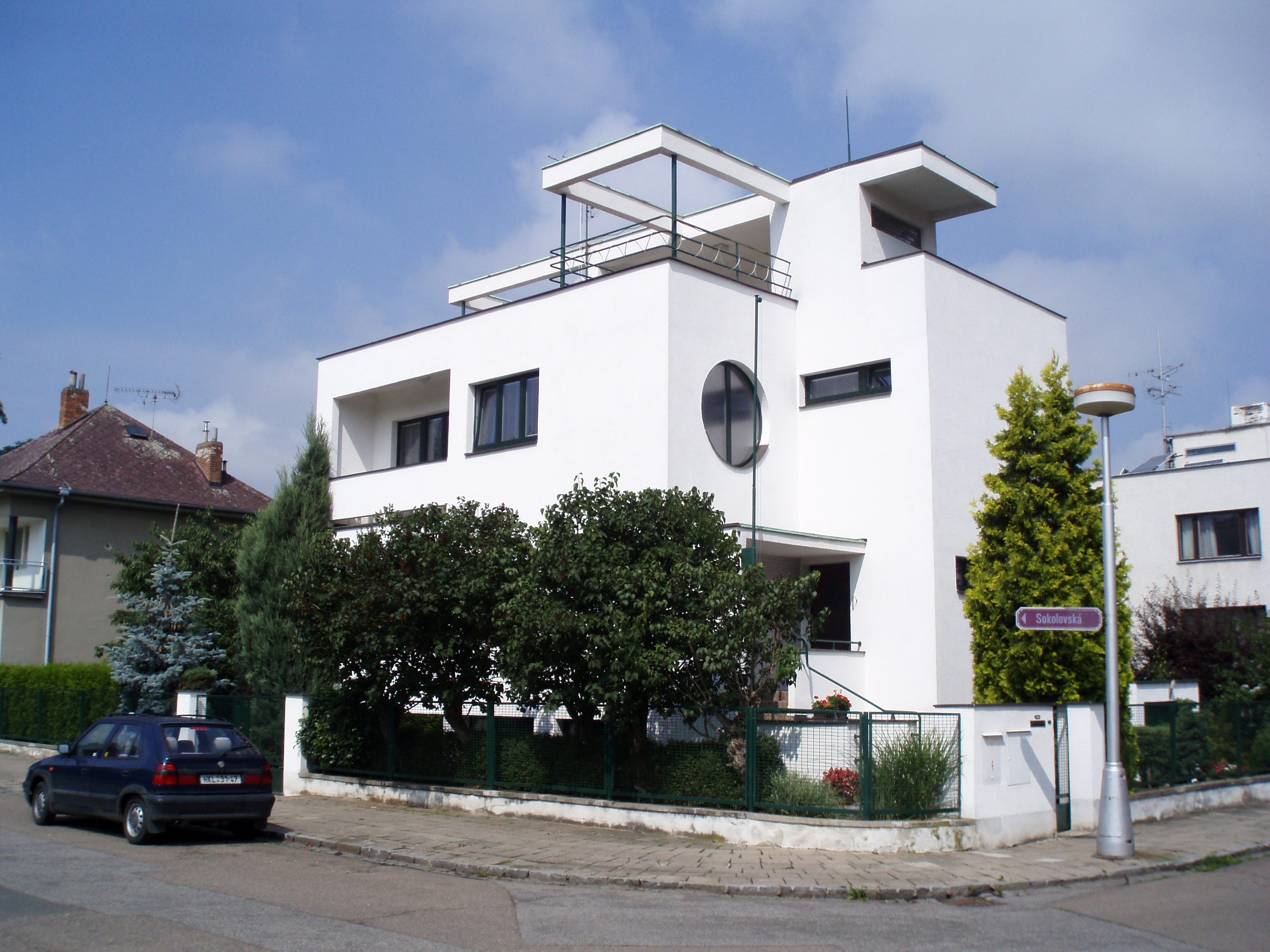
Rodzinny dom Karla oraz Jaroslavy Cee

## Zabytki
- Czerwony Dwór z 1790 r. (spichlerz z 1870 r., 29 września 2016 został oficjalnie uznany za zabytek)
- Budynek szkoły z lat 1897–1898 (1906 zbudowane drugie piętro oraz nad wejściem rzeźba głowy J. A. Komenskiego z piaskowca, dziś Artystyczna Szkoła Podstawowa Boni Pueri)
- Budynek byłej restauracji „Chicago“ z 1898 r. (przybudowa jest z 1902 r.)
- Kościół Boskiego Serca Pana z lat 1929–1932
- Dworzec Centralny z lat 1929-1935 (autorami projektu są Ing. arch. Václav Rejchl i Ing. arch. Jan Rejchl)
- Rodzinny dom Karla oraz Jaroslavy Cee (ulica Seydlerova 125; architekt Karel Horák, 1935)[17]
- Willa Františka Sternwalda z lat 1940–1941 (ulica Baarova nr 1151; architekt Gustav Louženský)
- Były Dom Mody „Don“ z lat 1969–1974 (architekt Jan Doležal, płytki ceramiczne z dekoracjami Lydie Hladíková oraz Děvana Mírová)
- Rzeźba Mistrza Jana Husa w Sadach Sukovych (odsłonięta 11.8.1914, autor František Fabiánek, 6 lipca 2003 r. został przy rzeźbie odsłonięty kamień pamiątkowy z rzeźbionym pucharem i rokiem śmierci Jana Husa)
- Kamienny cokół zabytkowego krzyża w Farářství z 1863 r.
- Zabytkowy krzyż kamienny z 1878 r. u Czerwonego Dworu
- Rzeźba św. Jana Nepomucena z 1844 r. (ogród domu nr 1646 na ulicy Medkovej)
- Pomnik pisarza Aloisa Jiráska przed Szkołą Podstawową Jiráskovo náměstí
- Pomnik Ofiar Komunizmu (upamiętniający ofiary reżimu komunistycznego w latach 1948–1989; autor Jan Wagner, odsłonięty 23 maja 1998)
- Piramidowy pomnik z piaskowca ku czci ofiar wojny w 1866 r. (odsłonięty w 1890 r.)[18]
- Tablica ze szwedzkiego czarnego granitu, upamiętniająca mieszkanie Ludwika Benedeka oraz naradę austriackich dowódców przed bitwą pod Sadową[19] (została zainstalowana w czerwcu 1936 r. w dawnym zajeździe „Pod miastem Pragą“, który był zburzony w listopadzie 1988 r., w 1993 r. tablica odsłonięta na domu nr. 1642, który znajduje się na miejscu dawnego zajazdu)
- Olbrzymie Akwarium Dom Envi z 1998 r.

## Znani mieszkańcy i osoby związane z dzielnicą
- Ferdinand Kubíček (3 listopada 1906 Praha - 23 października 1977 Machov), urzędnik, policjant, autor dekoracji i teatralnych wypraw lalkowych, od 1943 r. grał w miejscowym teatrze lalek
- Athanas Kopecký (2 maja 1812 Křenovice - 13 września 1871 Hradec Králové), nauczyciel; zajmował się również uprawą morwy i hodowlą jedwabników, przez niego został na Przedmieściu Praskim założony sad morwy białej, tzw. Morušovka
- Josef Kulíř (17 marca 1841 Velichovky - 1 lipca 1916 Hradec Králové), pomolog i hodowca owoców; przez niego został w 1880 r. założony na Przedmieściu Praskim sad, w którym wyhodował odmiany jabłoni „Zlatá reneta“ i „Holovouský malináč“, grusz „Solanka“ i „Lahvice“ oraz śliwek „Malvazinka“
- Václav Svatopluk Ponec (9 września 1860 Hradec Králové - 3 sierpnia 1927 Pražské Předměstí u Hradce Králové), nauczyciel; żył tutaj na emeryturze
- Václav Rejchl młodszy (3 listopada 1884 Librantice - 9 lipca 1964 Hradec Králové), architekt; zaprojektował budynki spółdzielni mleczarskiej (1925–1926)
- František Ladislav Sál (8 października 1867 Studenec, powiat Semily - 30 maja 1941 Praha), nauczyciel, pisarz i dziennikarz; 1923–1931 kronikarz gminy Pražské Předměstí
- Emanuel Švagerka (20 grudnia 1863 Chrudim - 14 września 1938 Chvalkovice), polityk i dziennikarz; pierwotnie odlewnik, następnie kelner i właściciel zajazdu „U Švagerků“ oraz funkcjonariusz socjaldemokracji, po 1921 r. Komunistycznej Partii Czechosłowacji[20]
- Emil Vachek (2 lutego 1889 Pražské Předměstí u Hradce Králové - 1 maja 1964 Praha), powieściopisarz, dramaturg i dziennikarz

## Kultura
Na Przedmieściu Praskim jest od początku jego istnienia udokumentowane bogate życie kulturalne i społeczne, które było później związane zwłaszcza z Domem Robotników "Strzelnica", restauracjami Chicago, Mexiko i innymi. Dla przykładu wskazać można tych społeczeństw: Ochotnicko-čtenářská jednota dělníků (1885-1905), Sokół (1895, własna siłownia dopiero w 1940 r.), Jednota divadelních ochotníků „Šimanovský“ (założoną w 1906 r., zniesiona w 1931 r.), Živnostenské společenstvo (Stowarzyszenie Rzemieślników, 1896), Občanská beseda „Komenský“ (1892, jej biblioteka stała się publiczną w 1907 r.), Ochotnicza Straż Pożarna (1903), Okrašlovací spolek (Towarzystwo Upiększania, 1913), Spolek majitelů domů pro Pražské Předměstí, Kukleny a okolí (Stowarzyszenie Właścicieli Nieruchomości dla Przedmieścia Praskiego, Kuklen oraz okolicy, 1908), Ústřední konsumní družstvo (Centralna Spółdzielnia Spożywcza, 1911), Dětská útulna (Schronisko dla Dzieci, 1912-1914) etc.
Należy również zauważyć, że gmina ta wpisała się na przełomie XIX i XX w. jako centrum i jądro ruchu robotniczego, a następnie lewicy politycznej, ponieważ była od 1901 r. siedzibą socjaldemokracji (Dom Robotników "Strzelnica", 1909) i po jej podziale również Partii Komunistycznej Czechosłowacji (Dům u Švagerků).

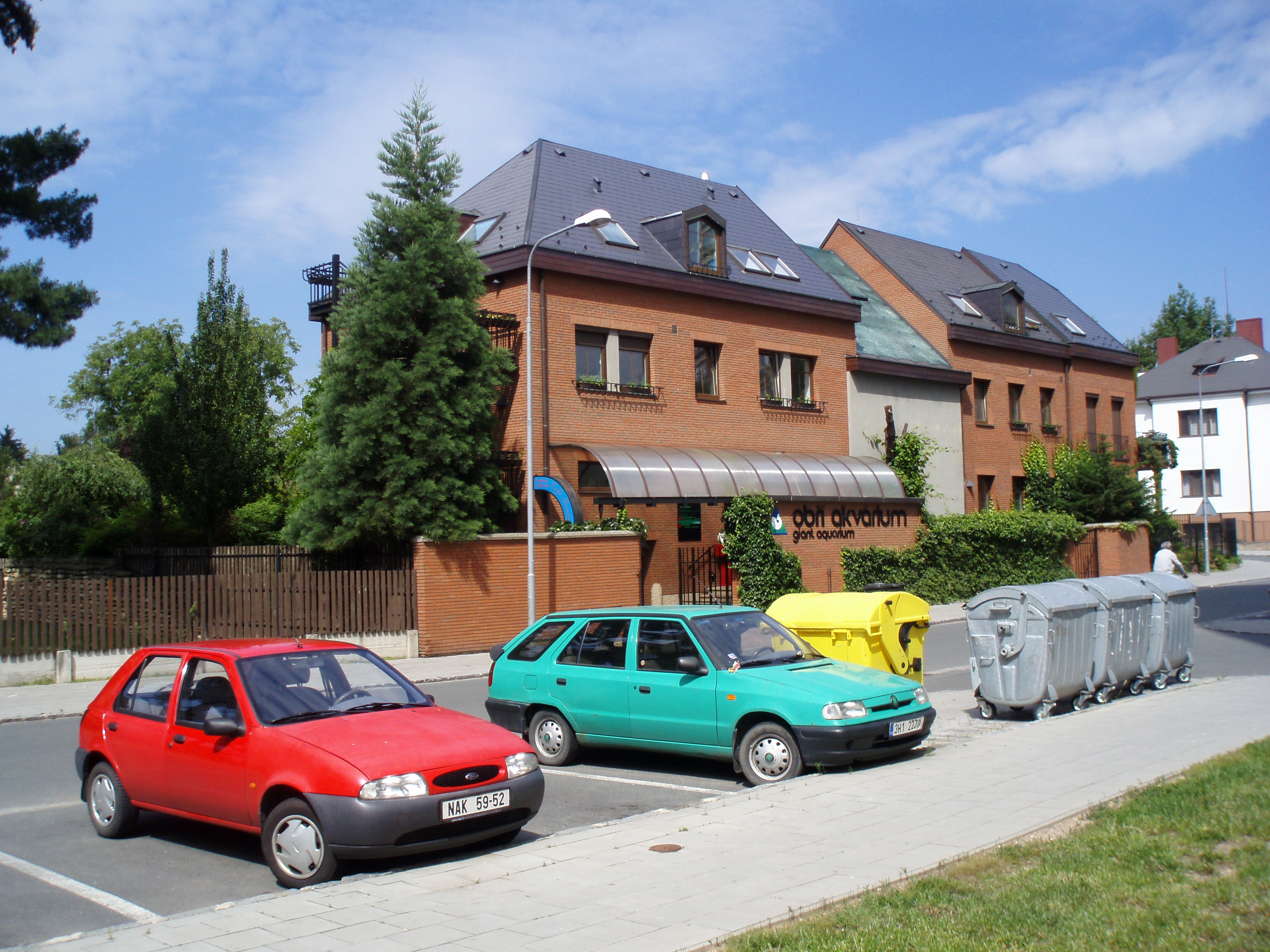
Olbrzymie Akwarium Dom Envi

## Przemysł
Początkiem wczesnośredniowiecznego przedmieścia było niewielkie podzamcze, które szybko stało się centrum handlu i rzemiosła. Najważniejsze były tu młyny wodne, istniała produkcja żywności, produkowano tu również broń, odzież i inne potrzebne rzeczy. Na początku XIX w. warsztaty rzemieślnicze zaczęły się przekształcać w zakłady fabryczne, które początkowo zostały założone w sąsiadujących Kuklenach: w 1863 r. stara fabryka cukru, która uległa spaleniu w 1875 r., oraz w 1870 r. papiernia. Na jej bazie w 1881 r. utworzono nową fabrykę cukru. Tego samego roku na hradeckim dworcu głównym powstał założony przez bank Záložní úvěrní ústav magazyn gospodarczy. W 1890 r. została otwarta Odlewnia Metali Jana Bělohoubka, w której cztery lata później zaczęto odlewać także dzwony. W 1896 r. została założona Fabryka Rzeźniczych Produktów Jana Hutly, w 1903 r. Fabryka Maszyn Jana Beneša oraz w 1908 r. rzeźnia (przez rzeźników Ladislava Balcara, Františka Holuba, Aloisa Kleinera oraz Jana Petříčka, w 1925 r. kupił ją Związek Rzeźników oraz Wędliniarzy w Hradcu Králové). Następującego roku rozpoczął produkcję pianin Jan Bárta, konkurent słynnej firmy Petrof. W tym samym czasie zbudowany został przez K. Živnůstkę zakład produkcji tektury. W 1913 r. została rozpoczęta produkcja karoserii w zakładzie Josefa Pelikána. Rok później Josef Doucek rozpoczął produkcję wyrobów z papieru. Jednak większość dużych fabryk powstała po I wojnie światowej i powstaniu Czechosłowacji: Wschodnioczeska Piekarnia Ludowa (1921), nowy magazyn gospodarczy (1925–1926), spółdzielcza mleczarnia (1925-26). Piekarnia i mleczarnia działały także po nacjonalizacji przemysłu w 1948 r. Ale w 1966 r. był zbudowany nowy budynek piekarni i dzprzez to piekarnia na Przedmieściu Praskim została zamknięta. Również mleczarnia nie miała długiej przyszłości, bo nie przetrwała proces prywatyzacji oraz przejścia z gospodarki nakazowej do gospodarki rynkowej i w 2007 r. została rozebrana, a na jej miejscu zaczęto budować kompleks apartamentów „Hradecký Dvůr“, którego budowa nie została zakończona do dzisiaj. Obecnie na Przedmieściu Praskim przemysłu nie ma.

## Rolnictwo
Stan zużytkowania gruntów
| Ogółem (m²) | Grunta orne | Ogrody  | Sady  | Łąki    | Lasy   | Stawy  | Obszar zabudowany | Parki  |
| 4 944 850   | 480 538     | 624 029 | 3 155 | 893 958 | 12 666 | 13 353 | 728 918           | 72 916 |

Źródło: Czeski Urząd Statystyczny
Dobre warunki klimatyczne i glebowe są korzystne dla intensywnej produkcji rolnej. Jednak dziś dzielnica nie ma dużo gruntów rolnych i produkcja rolna jest reprezentowana tylko przez dwóch rolników indywidualnych w Czerwonym Dworze.